# Evangelische Kirche Reichenbach (Lautertal)

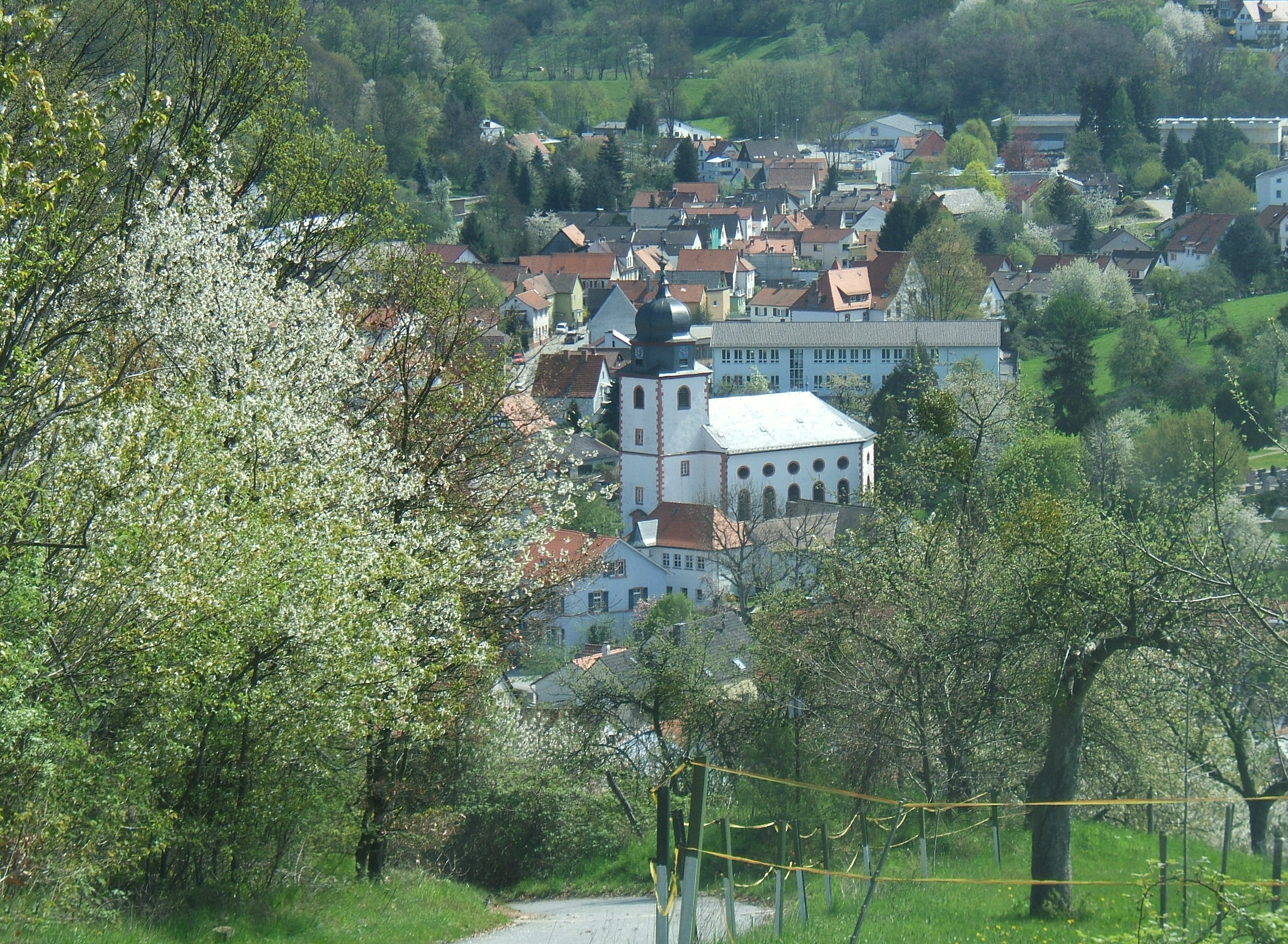
Blick auf die Reichenbacher Kirche

Die evangelische Kirche Reichenbach ist eine barocke Kirche in Lautertal (Odenwald). Die zugehörige Kirchengemeinde umfasst die Ortsteile Reichenbach, Elmshausen und Lautern und ist mit 2700 Gemeindemitgliedern die größte Kirchengemeinde am Ort.

## Lage
Die südöstlich des Reichenbacher Marktplatzes auf einem kleinen Hügel gelegene Kirche ist über einen Treppenaufgang von der Hauptstraße aus erreichbar. Eine weitere Möglichkeit, zur Kirche zu gelangen, ist ein Zugang über den angrenzenden Friedhof, über den auch Autos oder andere Fahrzeuge direkt an die Kirche und das benachbarte Gemeindehaus fahren können.

## Geschichte
Bis ins Jahr 1430 gehörte Reichenbach zum Bensheimer Kirchspiel, bis sich ein eigenes aus den Dörfern Elmshausen (Lautertal), Hanrod, Grauelbach, Lautern (Lautertal), Hohenstein, Gadernheim, Raidelbach, Breitenwiesen und Knoden bildete. Im Jahre 1556 wurde durch Kurfürst Ottheinrich die Reformation durchgeführt. Aus einer Kapelle, die um 1430 am Platz der heutigen Kirche stand, entwickelte sich durch Erweiterungen eine kleine Kirche. Die heutige um 1748 mit der Unterstützung von dem Erbacher Grafen erbaute Barockkirche wurde in den Jahren 1999 und 2000 grundlegend saniert.

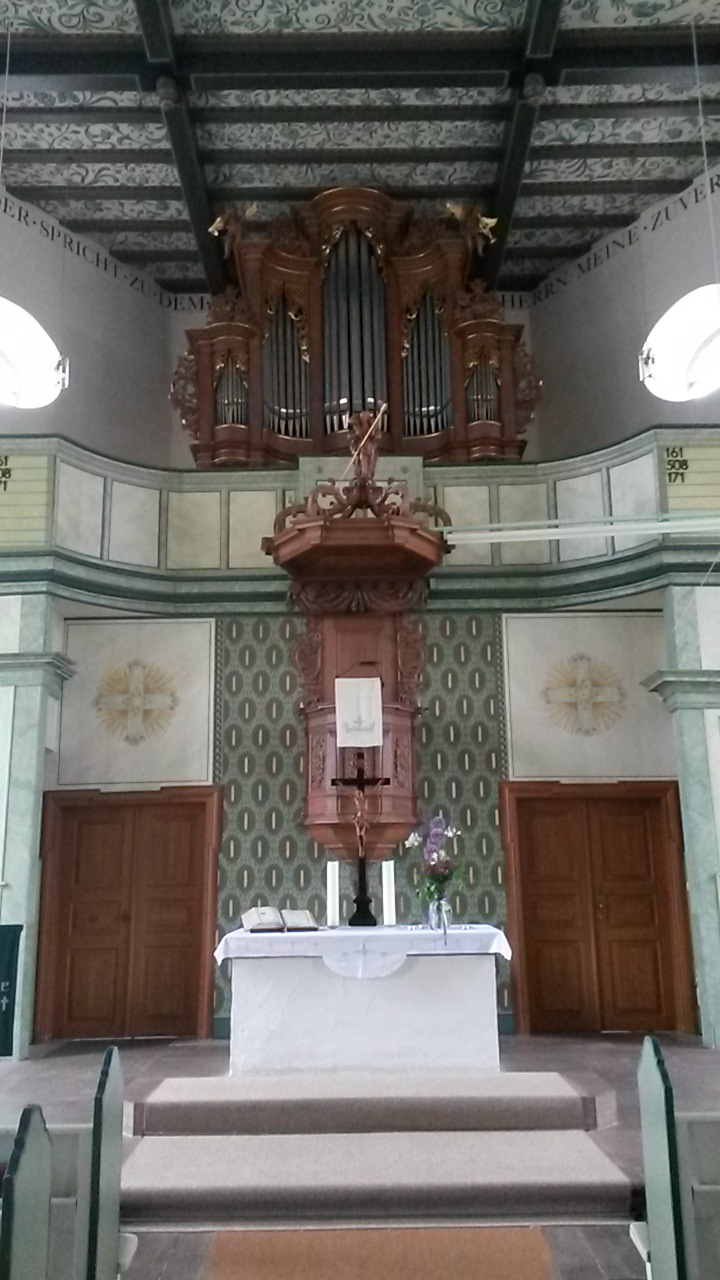
Der Altar der Kirche. In der Bildmitte befindet sich die Kanzel
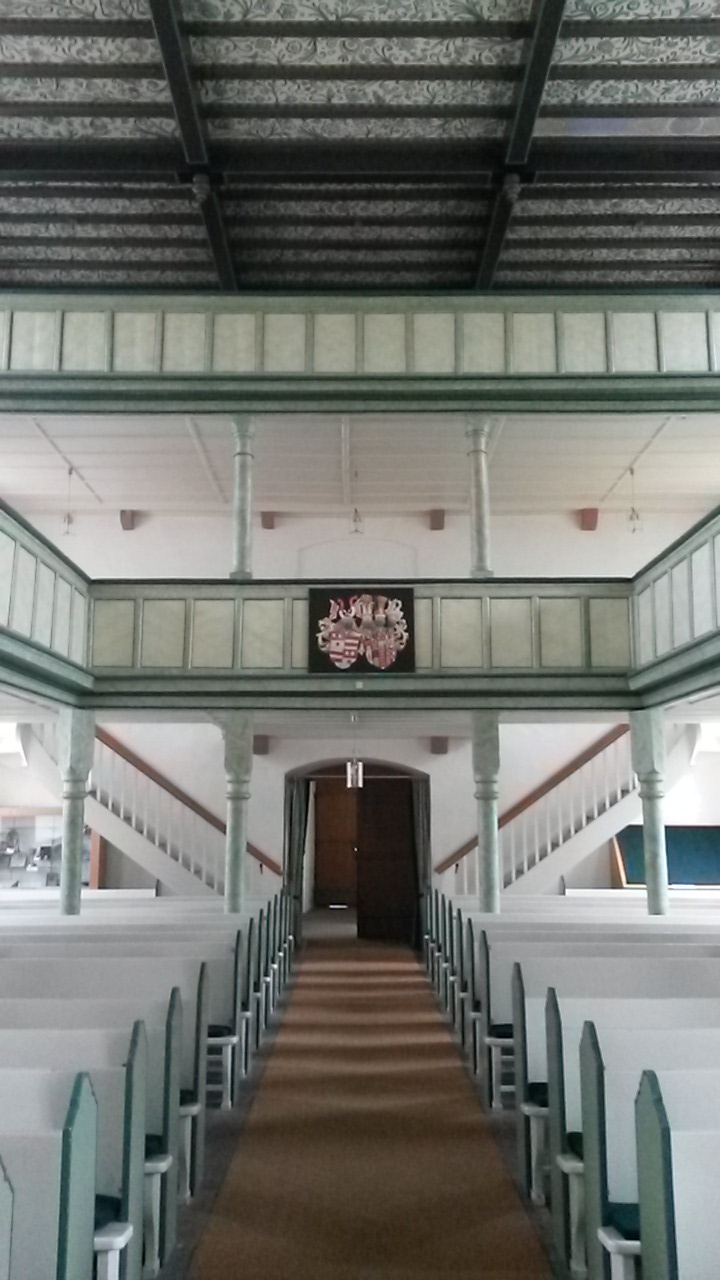
Die Zwei Emporen an der Nordseite der Kirche

## Orgel

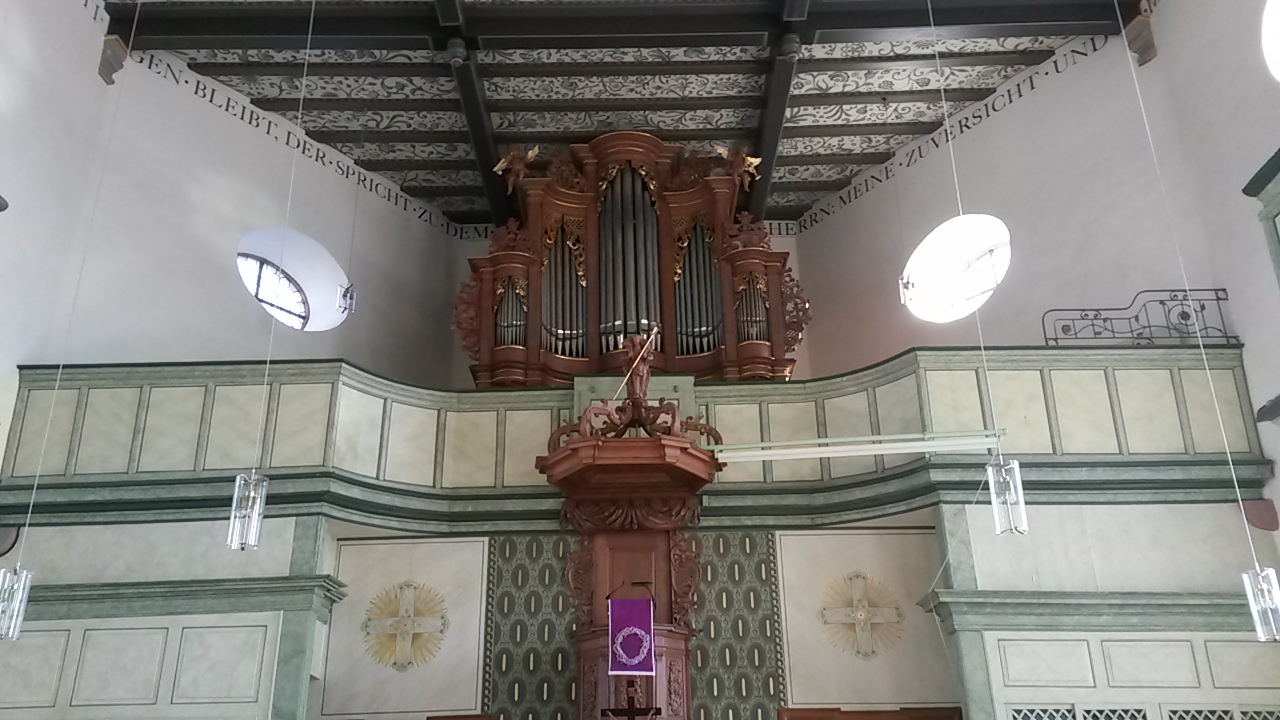
Die historische Orgel der Kirche auf der Empore oberhalb der Kanzel

Die historische Orgel der Kirche wurde 1873 von dem Zwingenberger Orgelbauer Rothermel erbaut. Der Prospekt und das Gehäuse der Orgel stammt jedoch aus dem Jahr 1748. Die mechanisch traktierte Orgel besitzt 15 Register, verteilt auf zwei Manuale und Pedal. Die Orgel besitzt eine Kegellade
| I Hauptwerk C–f3 |            |     |
| 1.               | Quintadena | 16′ |
| 2.               | Prinzipal  | 8′  |
| 3.               | Hohlflöte  | 8′  |
| 4.               | Gedeckt    | 8′  |
| 5.               | Oktave     | 4′  |
| 6.               | Hohlflöte  | 4′  |
| 7.               | Quint      | 3′  |
| 8.               | Mixtur IV  | 3′  |
| 9.               | Flageolet  | 2′  |

| II Nebenwerk C–f3 |            |    |
| 10.               | Salicional | 8′ |
| 11.               | Dolce      | 8′ |
| 12.               | Flöte      | 4′ |

| Pedal C–d1 |               |     |
| 13.        | Subbass       | 16′ |
| 14.        | Prinzipalbass | 16′ |
| 15.        | Cello         | 8′  |

- Koppeln: I/P, II/I
- Spielhilfen: Ventilzug, Feste Kombination (Piano, Mezzo-Forte, Forte, Fortissimo)

## Kirchspiel Lautertal
Mit den Gemeinden Beedenkirchen und Gadernheim zusammen bildet Reichenbach ein Kirchspiel, das zum Dekanat Bergstraße in der Propstei Starkenburg der Evangelischen Kirche in Hessen und Nassau gehört.